# LEGO Indiana Jones

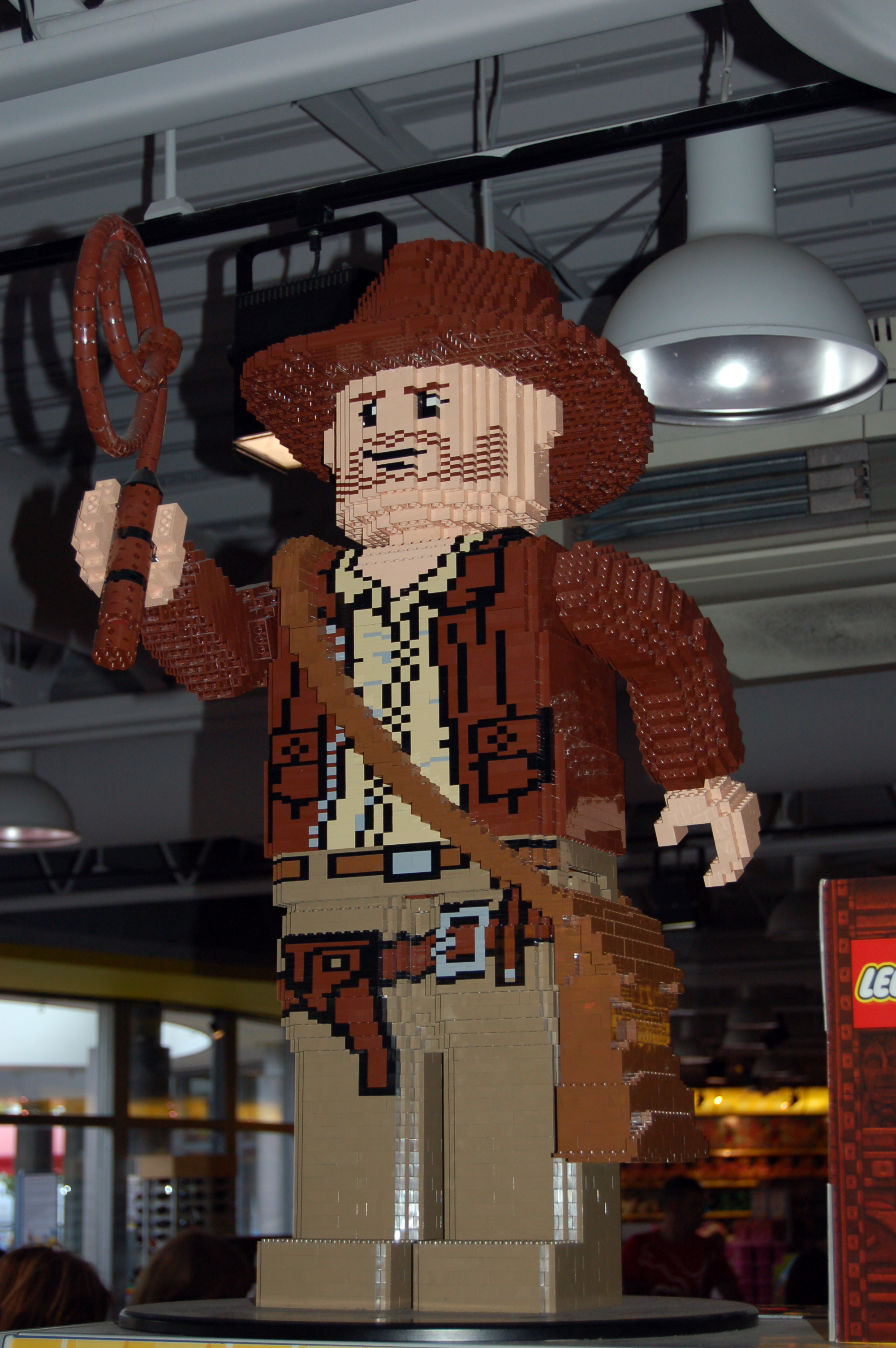
Nachbau der Lego-Figur im Legoland Windsor

Lego Indiana Jones ist eine Lego-Produktserie auf der Grundlage der Indiana-Jones-Filmreihe. Sets wurden im Jahr 2008 von zwei der drei früheren Filmen (Jäger des verlorenen Schatzes und Der letzte Kreuzzug) veröffentlicht, im Jahr 2009 erschien Tempel des Todes. Andere Sets wurden zeitgleich mit dem Film Indiana Jones und das Königreich des Kristallschädels herausgegeben.
Es existiert auch ein Videospiel mit dem Titel Lego Indiana Jones: Die legendären Abenteuer, welches am 3. Juni 2008 veröffentlicht wurde. Es basiert auf der Original-Trilogie. Ein zweites Spiel namens Lego Indiana Jones 2: Die neuen Abenteuer wurde im Herbst 2009 herausgegeben, mit ähnlichen und überarbeiteten Ebenen vom ersten Spiel wie bei Lego Star Wars: Die komplette Saga.
Eine computeranimierte Kurzfilm-Serie mit dem Titel Lego Indiana Jones and the Raiders of the Lost Brick , Regie: Peder Pedersen, wurde auch auf der offiziellen Lego-Website veröffentlicht, welche alle Details aus den vier Indiana-Jones-Spielfilmen in einem Abenteuer vereint.
2023 wurde die Themenreihe mit drei Sets zu Teil 1 und 3 wiederbelebt, welche unter anderem auch ein überarbeitetes Design des Protagonisten mit sich brachten.

## Produkte
| Name                                 | Nummer | Minifiguren | Veröffentlichung | Film                                                  | Einzelteile |
| ------------------------------------ | ------ | --- | ---------------- | ----------------------------------------------------- | ----------- |
| Motorradjagd                         | 7620   | Indiana Jones, Henry Jones, Sr., Guard                                                                                               | 2008             | Indiana Jones und der letzte Kreuzzug                 | 79          |
| Das verlorene Grab                   | 7621   | Indiana Jones, Marion Ravenwood, Skelett                                                                                             | 2008             | Jäger des verlorenen Schatzes                         | 277         |
| Die Jagd nach dem gestohlenen Schatz | 7622   | Indiana Jones, Wachen (drei), Pferd                                                                                                  | 2008             | Jäger des verlorenen Schatzes                         | 272         |
| Die Flucht aus dem Tempel            | 7623   | Indiana Jones, Rene Belloq, Satipo, Jock, Skelette (zwei)                                                                            | 2008             | Jäger des verlorenen Schatzes                         | 552         |
| Dschungelduell                       | 7624   | Indiana Jones, Irina Spalko, Mutt Williams                                                                                           | 2008             | Indiana Jones und das Königreich des Kristallschädels | 90          |
| Verfolgungsjagd am Fluss             | 7625   | Indiana Jones, russische Wachen (zwei), Marion Ravenwood                                                                             | 2008             | Indiana Jones und das Königreich des Kristallschädels | 234         |
| Dschungelfräser                      | 7626   | Indiana Jones, Colonel Dovchenko, russische Wachen (zwei)                                                                            | 2008             | Indiana Jones und das Königreich des Kristallschädels | 511         |
| Der Tempel des Kristallschädels      | 7627   | Indiana Jones, Mutt Williams, Irina Spalko, russische Wachen, Ugha Krieger (zwei), Kristallschädel-Skelette (drei), Eroberer-Skelett | 2008             | Indiana Jones und das Königreich des Kristallschädels | 929         |
| Gefahr in Peru                       | 7628   | Indiana Jones, Mutt Williams, Irina Spalko, russischer Wache, Pilot, Colonel Dovchenko                                               | 2008             | Indiana Jones und das Königreich des Kristallschädels | 625         |
| Indiana Jones mit Jeep               | 20004  | Indiana Jones (kein Rucksack) | 2008             | Indiana Jones und das Königreich des Kristallschädels | 83          |
| Jagd durch Schanghai                 | 7682   | Indiana Jones (Smoking), Willie Scott, Short Round, Ganoven aus Shanghai (zwei)                                                      | 2009             | Indiana Jones und der Tempel des Todes                | 244         |
| Kampf im Nurflügler                  | 7683   | Indiana Jones, Marion Ravenwood, deutscher Mechaniker, deutscher Pilot                                                               | 2009             | Jäger des verlorenen Schatzes                         | 376         |
| Hinterhalt in Kairo                  | 7195   | Indiana Jones (Kairo), Schwertkämpfer, Krieger aus Kairo, Marion Ravenwood                                                           | 2009             | Jäger des verlorenen Schatzes                         | 79          |
| Der Friedhof von Chauchilla          | 7196   | Indiana Jones, Mutt Williams, Friedhofskrieger (zwei)                                                                                | 2009             | Indiana Jones und das Königreich des Kristallschädels | 189         |
| Verfolgungsjagd in Venedig           | 7197   | Indiana Jones (Professor), Elsa Schneider, Kazim, Gralswächter                                                                       | 2009             | Indiana Jones und der letzte Kreuzzug                 | 420         |
| Flucht im Flugzeug                   | 7198   | Indiana Jones, Henry Jones Sr., Guard                                                                                                | 2009             | Indiana Jones und der letzte Kreuzzug                 | 339         |
| Der Tempel des Todes                 | 7199   | Indiana Jones (Kali), Willie Scott (Kali), Short Round, Tempelwächter (zwei), Mola Ram                                               | 2009             | Indiana Jones und der Tempel des Todes                | 654         |
| Flucht vor dem Jagdflugzeug          | 77012  | Indiana Jones, Henry Jones Sr., Pilot                                                                                                | 2023             | Indiana Jones und der letzte Kreuzzug                 | 387         |
| Flucht aus dem Grabmal               | 77013  | Indiana Jones, Marion Ravenwood, Sallah, Mumie                                                                                       | 2023             | Jäger des verlorenen Schatzes                         | 600         |
| Tempel des goldenen Götzen           | 77015  | Indiana Jones, Satipo, René Belloq, Hovitos Krieger                                                                                  | 2023             | Jäger des verlorenen Schatzes                         | 1545        |

## In anderen Lego-Spielen
- In Lego Star Wars – Die komplette Saga: Nachdem der Spieler die Lego-Indiana-Jones-Trailer gesehen hat, wird der Spielcharakter Indiana Jones zum Kauf angeboten. Er kann Gewehr und Peitsche benutzen.

- In Lego Indiana Jones: Die legendären Abenteuer: Der Spieler kann auf C-3PO, R2-D2, Prinzessin Leia, Luke Skywalker und Chewbacca aus der Lego-Star-Wars-Reihe stoßen. Nachdem der Spieler alle diese Charaktere gefunden hat, kann er als Han Solo spielen.